# DBS Bank
DBS Group Holdings — сингапурская финансовая холдинговая компания, в основном осуществляющая деятельность через DBS Bank. По размеру активов на 2017 год он является крупнейшим в Сингапуре и 75-м в мире.

## История
Банк был основан 16 июля 1968 года под названием The Development Bank of Singapore (Банк развития Сингапура). Инициатором создания банка в 1960 году выступила миссия по изучению возможностей промышленного развития в Сингапуре Организации Объединённых Наций, возглавлявшаяся голландским экономистом Альбертом Винсемиусом (Albert Winsemius). Более 40 процентов акций банка находилось у правительства. В 1969 году при банке была учреждена компания по операциям с недвижимостью, в следующем году — торговый банк, в 1986 году — брокерская контора. Банк использовал как государственные финансовые средства, так и привлечение зарубежных инвестиций для развития промышленности, городской инфраструктуры и туризма в Сингапуре. С 1970-х годов банк стал активным участников азиатских фондовых и валютных рынков, создавая партнёрства с японскими и американскими финансовыми институтами, в частности с Daiwa Securities, Sumitomo Bank и Nomura Merchant Bank. Первое зарубежное отделение было открыто в 1977 году в Токио, к 1986 году у DBS было 589 корреспондентских счетов в 721 странах. В середине 1980-х годов DBS провёл размещение японских ценных бумаг на Сингапурской бирже.
С конца 1980-х годов DBS начал наращивать своё влияние в Азии, в частности в КНР, Индонезии и Таиланде. В 1993 году DBS и Tat Lee Bank предоставили кредит в $420 млн на развитие автомобилестроения в КНР (образование совместного предприятия Volkswagen с китайской компанией First Automobile Works). На домашнем рынке банк занимал ведущее место в размещении акций, в 1987 году на него пришлось 83,6 % первичных размещений акций на Сингапурской фондовой бирже на сумму S$670,8 млн. В 1990 году было создано подразделение управления активами, начавшее активно участвовать на азиатских фондовых рынках.
К 1994 году DBS стал крупнейшим банком в Юго-Восточной Азии по размеру активов (US$39,3 млрд). Азиатский финансовый кризис поставил в тяжёлое финансовое положение многие банки в Азии, чем решил воспользоваться DBS. Были куплены значительные доли в банках Таиланда (Thai Dhanu Bank), Индонезии (Bank Buana Indonesia), Филиппин и других стран. В 1998 году DBS поглотил Почтовый сберегательный банк Сингапура (Post Office Savings Bank), став крупнейшим банком Сингапура по размеру сети банкоматов (737 по всему острову). Почтовый сберегательный банк был основан в 1877 году британскими колониальными властями, с середины 1950-х годов его услуги начали терять популярность, и он прошёл ряд реорганизаций и смены подчинений.
На рынок Гонконга DBS Bank вышел в 1992 году, купив 10 % акций одного из местных банков. В 1999—2001 годах были куплены три банка, в 2003 году объединённые в дочернюю компанию DBS Bank (Hong Kong). В связи с расширением географии деятельности в этом же году название банка было сокращено до аббревиатуры DBS Bank. В 2007 году был создан дочерний банк The Islamic Bank of Asia, ориентированный на предоставление банковских услуг, не противоречащих шариату на Ближнем Востоке.

## Собственники и руководство

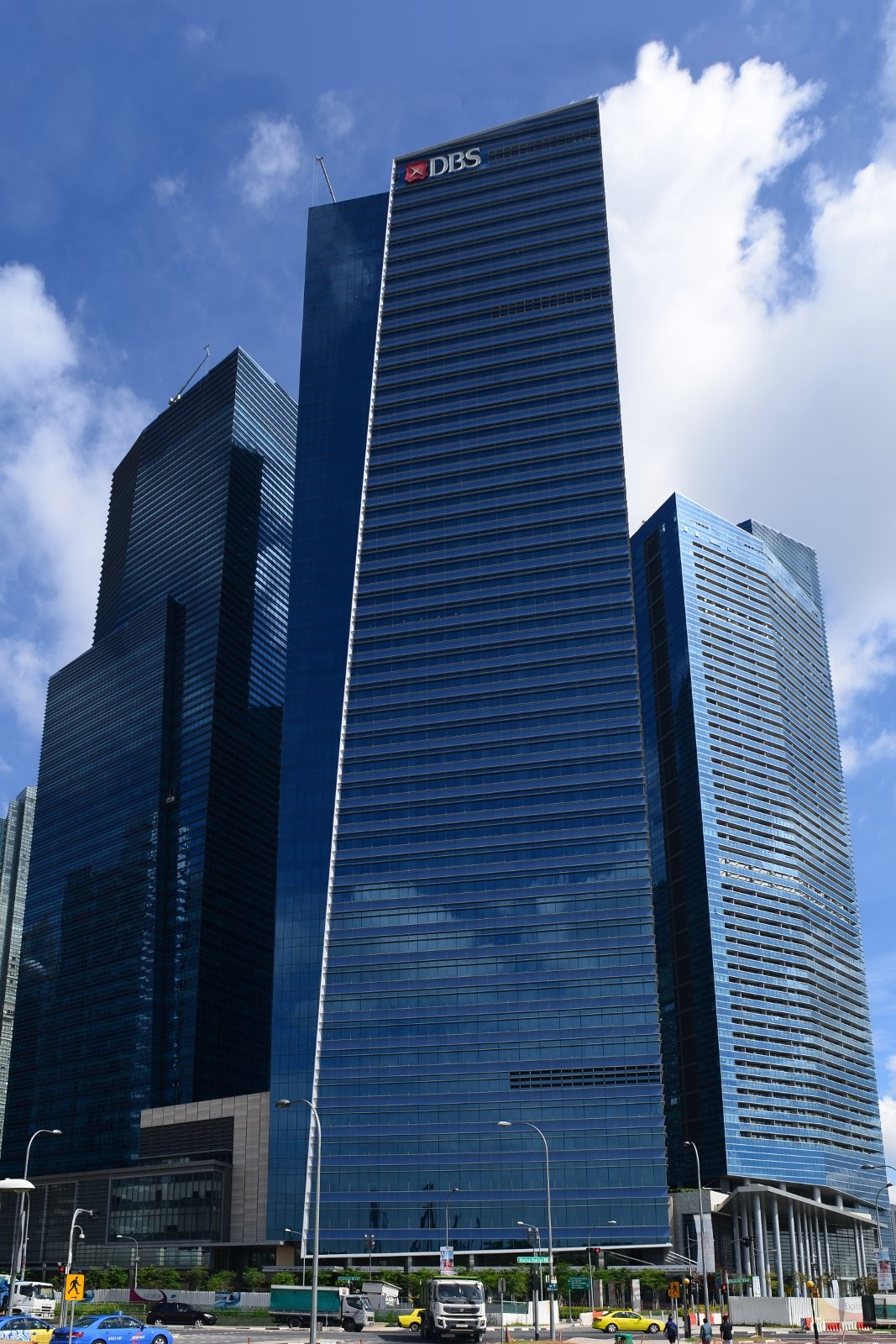
Штаб-квартира DBS Group в Финансовом центре Марина-Бэй

Основным акционером DBS Group Holdings является Temasek Holdings (Private) Limited, напрямую контролирующий 11,08 % акций и ещё 17,9 % через дочернюю компанию Maju Holdings Pte. Ltd. Из 2,56 млрд акций, выпущенных группой на конец 2017 года крупнейшими номинальными держателями являются:
- Citibank Nominees Singapore PTE Ltd. — 19,43 %;
- Maju Holdings PTE Ltd. — 17,90 %;
- DBS Nominees PTE Ltd. — 16,20 %;
- DBSN Services PTE Ltd. — 11,96 %;
- Temasek Holdings (Private) Ltd. — 11,08 %;
- HSBC (Singapore) Nominees PTE Ltd. — 6,85 %;
- United Overseas Bank Nominees PTE Ltd. — 2,76 %;
- Raffles Nominees PTE Ltd. — 1,82 %;
- BPSS Nominees Singapore PTE Ltd. — 1,13 %;
- DB Nominees (S) PTE Ltd. — 0,53 %;
- Lee Foundation — 0,43 %;
- DBS Vickers Securities (S) PTE Ltd. — 0,25 %;
- Morgan Stanley Asia (Singapore) Securities PTE Ltd. — 0,23 %;
- BNP Paribas Nominees Singapore PTE Ltd. — 0,22 %;
- OCBC Nominees Singapore PTE Ltd. — 0,12 %;
- Societe Generale Singapore Branch — 0,08 %;
- OCBC Securities Private Ltd. — 0,08 %;
- UOB Kay Hian PTE Ltd. — 0,07 %;
- Merrill Lynch (Singapore) PTE Ltd. — 0,07 %;
- Phillip Securities PTE Ltd. — 0,07 %.
- Лим Хуат Сеа (Peter Seah Lim Huat) — независимый неисполнительный председатель совета директоров DBS Group Holdings и гонконгской дочерней компании DBS Bank (Hong Kong) Limited с 2010 года. Также председатель Singapore Technologies Engineering Ltd и Singapore Health Services Pte Ltd. До 2001 года был вице-председателем и CEO бывшего Overseas Union Bank. Входит в консультационный совет Temasek Holdings. Образование — Национальный университет Сингапура.
- Пиюш Гупта (Piyush Gupta) — генеральный исполнительный директор (CEO) с 2014 года, до этого возглавлял отдел Юго-Восточной Азии, Австралии и Новой Зеландии Citigroup. Также член исполнительного комитета Института международных финансов в Вашингтоне и председатель ассоциации банков Сингапура. Образование — Университет Дели и Индийский институт менеджмента[1]

## Деятельность
Основные подразделения:
- Потребительский банкинг (Consumer Banking/Wealth Management) — банковские и другие финансовые услуги частным лицам, включая обслуживание текущих и сберегательных счетов, приём депозитов, выдача кредитов, кредитные карты, а также управление активами и страхование; выручка в 2020 году составила 5,77 млрд, активы — 116,8 млрд.
- Институциональный банкинг (Institutional Banking) — финансовые услуги институциональным клиентам, включая другие банки и финансовые институты, государственным компаниям, корпорациям, малому и среднему бизнесу; выручка в 2020 году составила 5,75 млрд, активы — 292,9 млрд.
- Казначейские услуги (Treasury Markets) — казначейские услуги разным категориям клиентов; выручка в 2020 году составила 1,44 млрд, активы — 160,6 млрд.
- Прочее — деятельность брокерской конторы DBS Vickers Securities и дочерней компании The Islamic Bank of Asia, а также другая деятельность; выручка в 2020 году составила 1,64 млрд, активы — 74,3 млрд.

Основными регионами деятельности DBS Group Holdings являются Сингапур и Гонконг, на них приходится 66 % и 18 % выручки соответственно (активы распределяются примерно также, 66 % и 15 %).
| Год                 | 2000  | 2001  | 2002  | 2003  | 2004  | 2005  | 2006  | 2007  | 2008  | 2009  | 2010  | 2011  | 2012  | 2013  | 2014  | 2015  | 2016  | 2017  | 2018  | 2019  | 2020  |
| ------------------- | ----- | ----- | ----- | ----- | ----- | ----- | ----- | ----- | ----- | ----- | ----- | ----- | ----- | ----- | ----- | ----- | ----- | ----- | ----- | ----- | ----- |
| Выручка             | 2,931 | 3,387 | 4,143 | 4,265 | 4,479 | 4,338 | 5,344 | 6,163 | 6,031 | 6,603 | 7,066 | 7,631 | 8,064 | 8,927 | 9,618 | 10,80 | 11,49 | 12,27 | 13,18 | 14,54 | 14,59 |
| Чистая прибыль      | 1,389 | 0,986 | 1,103 | 1,061 | 1,995 | 0,824 | 2,269 | 2,278 | 1,929 | 2,041 | 1,632 | 3,035 | 3,809 | 3,672 | 4,046 | 4,454 | 4,238 | 4,504 | 5,577 | 6,429 | 4,756 |
| Активы              | 111,2 | 151,4 | 149,4 | 159,5 | 175,7 | 180,2 | 197,4 | 233,0 | 256,7 | 258,6 | 283,7 | 340,8 | 353,0 | 402,0 | 440,7 | 457,8 | 481,6 | 517,7 | 550,8 | 578,9 | 649,9 |
| Собственный капитал | 10,50 | 13,60 | 14,24 | 14,82 | 16,44 | 16,72 | 18,68 | 20,48 | 19,82 | 25,37 | 26,60 | 28,79 | 31,74 | 34,23 | 37,71 | 40,37 | 44,61 | 49,80 | 49,05 | 51,80 | 54,64 |

## Дочерние компании
- DBS Bank Ltd. (Сингапур, 100 %)
- DBS Bank (Hong Kong) Limited (Гонконг, 100 %)
- DBS Bank (China) Limited (КНР, 100 %)
- DBS Bank (Taiwan) Limited (Тайвань, 100 %)
- PT Bank DBS Indonesia (Индонезия, (99,99 %)
- DBS Vickers Securities Holdings Pte Ltd (Сингапур, 100 %)

Отделения группы имеются в 17 странах и территориях мира: Австралия, Индия, Республика Корея, КНР, Индонезия, Макао, Гонконг, Малайзия, Япония, Мьянма, Таиланд, США, Филиппины, ОАЭ, Вьетнам, Тайвань, Великобритания.